# تقويم مينغوو

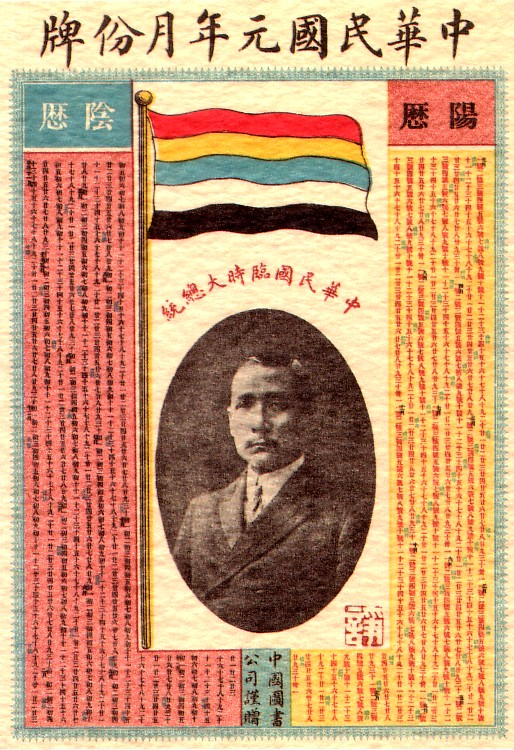

تقويم جمهورية الصين (بالصينية التقليدية: 民國紀元; بالصينية المبسطة: 民国纪元; بالبينيين: Mínguó Jìyuán; بالويد جيلز: Min2-kuo2 Chi4-yüan2) هي أسلوب ترقيمي للسنوات يستخدم حاليًا في تايوان والأراضي الأخرى المسيطر عليها من جمهورية الصين. سابقًا كان يستخدم في بر الصين الرئيسي من 1912 حتى تأسيس جمهورية الصين الشعبية عام 1949.